# Сільван Шалом
Ціон Сільван Моше Шалом (івр. סילבן שלום); (1958), ізраїльський державний і громадсько-політичний діяч. Дипломат, адвокат, журналіст.

## Біографія
Народився в 1958 році в місті Габес, Тунісі в родині сефардів. Закінчив Університет імені Бен-Гуріона, економічний факультет. Тель-Авівський університет, юридичний факультет.
Працював адвокатом, згодом журналістом в газеті «Єдіот Ахронот».
З 1992 — депутат Кнесету в списку партії Лікуд.
З 1997 по 1998 — заступник Міністра оборони Ізраїля.
З 1998 по 2001 — міністр науки і технологій в уряді Біньяміна Нетаньягу.
З 2001 по 2003 — міністр фінансів і віце-прем'єр-міністр в уряді Аріеля Шарона.
З 2003 по 2006 — міністр закордонних справ Ізраїлю.
З 2009 — міністр регіонального співробітництва, розвитку Негева і Галілеї. Віце-прем'єр-міністр Ізраїлю.